# 聖公會基德小學
聖公會基德小學（英語：SKH Kei Tak Primary School），是一所位於香港黃大仙區的津貼小學，由香港聖公會主辦，於1962年創立。

## 校政管理
歷任校監
- 1962年至？：郭慎墀 先生[1][2]
- 區玉君 牧師[3]
- ？至2016年：申龐得玲 女士[4]
- 2016年至今：劉榮佳 牧師

歷任校長
- 1962年至1978年：黃昌傑 先生[5][6][7]（1978年任內病逝）
- 1978年至？年：柯淑珍 女士[8]
- ？年至2000年：鄺孟豪 先生（上午校）[9]
- 1997年至2000年：鄧兆鴻 先生（下午校）[10][11][12]
- 2000年至2002年：黃燕明 女士（上午校）
- 2002年至2004年：蕭淑芬 女士（下午校）
- 2004年至2008年：黃燕明 女士（上午校及下午校校務合併）
- 2008年至2017年：羅瑞蘭 女士[13]（轉全日制）
- 2017年至2021年：林結儀 女士[14]
- 2021年至2024年：劉強 先生[14]
- 2024年至今：霍燕玲 女士

歷任副校長
- 阮功慈 女士
- 鄺孟豪 先生
- 曾國培 先生
- 劉啟鴻 先生
- 羅瑞蘭 女士
- ？至2018年：林佩姿 女士[15]
- 2016年至今：李敏華 女士[16][17]
- 2018年至今：彭珊瑚 女士[16][17]

## 學校歷史

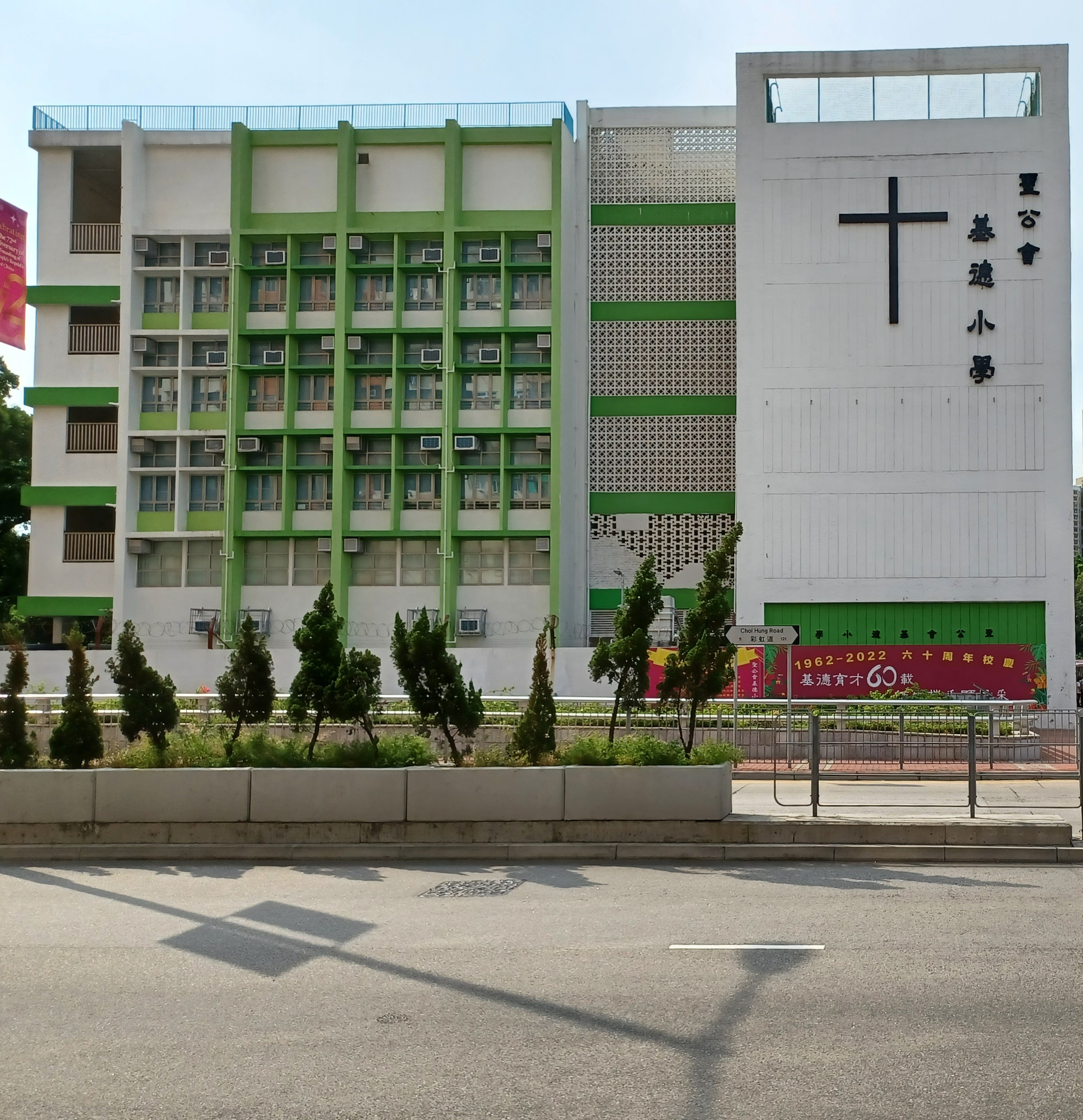
聖公會基德小學校舍外觀

在1960年代初，黃大仙區人口增多，令教育需求相應增加。香港聖公會於是籌辦一所男女子小學，校名取自同區聖十架堂前身的「基德堂」。1962年1月，聖公會小學監理委員會副主席彭約榮及會督何明華為聖公會基德小學主持開幕及奉獻典禮，同年2月1日開課。而創校初年，該校只有一至四年級；1962年秋季加設下午校，招收小一至小五年級學童。早期學校校董有拔萃男書院第八任校長黎澤倫及其妻、協恩中學第三任校長兼前任校監韋潔蓮以及法政牧師李應標。1997年，大主教鄺廣傑主持聖公會基德小學祝聖奉獻禮，學校的新翼校舍落成新圖書館落成及啟用，設有6間新課室、圖書館、學生活動室、資訊科技學習中心、輔導室及教員休息室等設施。未幾再改建部份特別室為電子學習室、視藝室及英語活動室等，以應付教學需要。現時校舍佔地3400平方米，由兩座教學樓組成；其中舊翼共有5層，新翼共有4層。除了新建設施外，尚設有校務處、校長室、醫療室、教員室、STEM研習室以及會客室等。
後來，校方在2003年向教育局申請位於將軍澳的千禧校舍，2004年9月安排聖公會基德小學上午校正式遷入將軍澳寶康路新址上課，並易名聖公會將軍澳基德小學。其後於2008年，基德小學完全推行全日制上課模式。
2010年9月，因同系基心小學被殺校，此校遂接收基心所有未畢業學生。
2014年成立法團校董會。該校現在的小一至小六年級每級各有4班。2021年起，學校每逢為個別學生慶祝生日當天，學生可穿著便服回校。

## 著名/傑出校友
- 潘冰嫦（1965年下午校）：香港女演員[29]
- 鄭國漢，BBS，JP（1965年上午校）：第3任嶺南大學校長[30][29]
- 易志明，GBS，JP（1965年上午校）：香港立法會議員[29]
- 葉賜添（1966年下午校）：前香港培正中學校長[31]
- 莊振飄（1967年下午校）：前香港童軍總會東九龍地域總部總監（海上教練）[32]
- 馮偉棠（1970年下午校）：香港唱片騎師[33]
- 廖俊輝（1970年下午校）：前香港足球運動員 [34]
- 沈燕菊（1970年）：前天主教博智小學校長
- 陳嘉恩（1971年）：前聖公會林護紀念中學校長
- 葉賜權（1971年）：澳門科學館名譽館長兼董事長顧問
- 葉賜偉（1975年）：香港體育舞蹈總會會長
- 杜玉鳳（1985年）：前上市公司PNG資源控股（現為易易壹金融集團）執行董事及副主席、前博愛醫院總理
- 黃智雯（1994年）：香港女演員
- 蕭昌鴻（2003年上午校，過渡至聖公會將軍澳基德小學）：香港男子排球運動員

## 外部連結
- 聖公會基德小學校網 （页面存档备份，存于）
- 聖公會基德小學校友會 （页面存档备份，存于）
- 聖公會基德小學校友會Facebook專頁 （页面存档备份，存于）